# Furio Scarpelli
Furio Scarpelli (Roma, 16 dicembre 1919 – Roma, 28 aprile 2010) è stato uno sceneggiatore, giornalista, disegnatore, scrittore, scenografo e pittore italiano.

## Biografia e carriera
Figlio di Filiberto Scarpelli, celebre fondatore del giornale umoristico Il Travaso delle idee e illustratore, affina nel tempo il proprio talento per il disegno e la scrittura satirica, iniziando, già prima della guerra, a lavorare per alcune riviste umoristiche. 
Tale attività è ripresa con impegno, anche politico, nel 1945. Fondatore, con Michele Majorana e Italo De Tuddo, del giornale anticlericale Don Basilio, lavora per diverse testate di satira, tra cui il Marc'Aurelio, fucina di futuri talenti cinematografici, da Federico Fellini a Ettore Scola, da Bernardino Zapponi a Sandro Continenza, da Cesare Zavattini a Mario Camerini. I più anziani Vittorio Metz e Marcello Marchesi lo cooptano insieme ad Agenore Incrocci (Age) nella stesura avventurosa di copioni per Totò. Age & Scarpelli ne firmano numerosi, uno per tutti La banda degli onesti (1956), prototipo per due celeberrimi film che negli anni successivi scriveranno per Mario Monicelli: I soliti ignoti (1958) e L'armata Brancaleone (1966).
Nel corso della sua carriera, ha ricevuto nel 1965, nel 1966 e nel 1996 la nomination al premio Oscar alla miglior sceneggiatura per I compagni (1963), Casanova '70 (1965) e Il postino (1994). Ha inoltre vinto il Prix du scénario al Festival di Cannes per il film La terrazza (1980), assieme ad Age ed Ettore Scola.
Inizialmente indirizzati da un maestro quale Sergio Amidei e poi in assoluta indipendenza creativa, Scarpelli insieme ad Age, con cui forma la coppia storica Age & Scarpelli, opera con inesorabile vena nel filone di quella che sarà denominata la commedia all'italiana, scrivendo storie, sceneggiature e dialoghi non solo delle altre pellicole più significative di Monicelli (La grande guerra, 1959; Il medico e lo stregone, 1957; I compagni, 1963; L'armata Brancaleone, 1966; Brancaleone alle crociate, 1970; Risate di gioia, 1960; Vogliamo i colonnelli, 1973; Romanzo popolare, 1974) ma anche di quelle dei maggiori registi del genere: da Pietro Germi (Sedotta e abbandonata, 1964; Signore & signori, 1966) a Dino Risi (La marcia su Roma, 1962; I mostri, 1963; Il tigre, 1967; Straziami ma di baci saziami, 1968; In nome del popolo italiano, 1971) da Luigi Comencini (Tutti a casa, 1960; A cavallo della tigre, 1961; Il commissario, 1962; La donna della domenica, 1975) a Ettore Scola (Dramma della gelosia - Tutti i particolari in cronaca, 1970; Riusciranno i nostri eroi a ritrovare l'amico misteriosamente scomparso in Africa?, 1968; C'eravamo tanto amati, 1974; La terrazza, 1980).
Nella sua filmografia figurano poi altre collaborazioni di rilievo, con Eduardo De Filippo (Ragazze da marito nel 1952 e Napoletani a Milano nel 1953), Mario Soldati (Policarpo, ufficiale di scrittura nel 1959, e anche I tre corsari e O.K. Nerone, nel biennio 1951-1952), Antonio Pietrangeli (Nata di marzo, 1958), Nanni Loy (Audace colpo dei soliti ignoti, 1960) Guy Hamilton (I due nemici, 1961) e Sergio Leone per il classico Il buono, il brutto, il cattivo (1966).
Nel 1965 l'esperienza hollywoodiana con Alfred Hitchcock, per un film intitolato Le cinque R, poi non realizzato.
Dal 1966 è membro dell'Academy of Motion Picture Arts and Sciences.
Una volta cessato il sodalizio con Age, Scarpelli prosegue l'attività autonomamente, "rivelando nella costruzione dell'intreccio e dei personaggi un'ambizione romanzesca."
Scrive alcuni dei migliori copioni per Ettore Scola (Ballando ballando, 1983; Maccheroni, 1985; La famiglia, 1987; Il viaggio di Capitan Fracassa, 1990; La cena, 1998; Concorrenza sleale, 2001) e anche per Giuliano Montaldo (Tempo di uccidere, 1989) Carlo Lizzani (Celluloide, 1996).
Con la sceneggiatura de Il postino (1994), scritta insieme a Massimo Troisi, Anna Pavignano, Michael Radford ed al figlio Giacomo Scarpelli, che collaborerà con lui per vent'anni, si aggiudica la terza candidatura al premio Oscar. Nel 1996 torna a lavorare con Age, questa volta ad un musical, Bobby sa tutto, successo stagionale del Teatro Sistina, di Garinei e Giovannini di cui fu già scenografo, durante il dopoguerra, di alcuni spettacoli di varietà. Intanto Scarpelli è diventato – insieme all'amico e collega Leo Benvenuti – un punto di riferimento per nuovi autori e registi. Nascono così i primi film di Marco Risi, Francesca Archibugi e Paolo Virzì. Scarpelli stringe il rapporto con i giovani sceneggiatori dell'Associazione nazionale autori cinematografici e del Centro sperimentale di cinematografia, dove insegna per anni.
Nel 2008 ha partecipato al documentario Il falso bugiardo, dedicato all'amico sceneggiatore Luciano Vincenzoni e nel 2009 ha tenuto a battesimo l'esordio alla regia di Stefania Sandrelli supervisionando il copione di Christine Cristina.
Negli ultimi anni si è andato riavvicinando alla passione e alla professione degli inizi della carriera: l'illustrazione e la narrativa per ragazzi. Il suo romanzo Opopomoz, da cui il film d'animazione di Enzo D'Alò, gli vale il premio Elsa Morante. Scrive inoltre il poema scherzoso in versi, L'armata Brancaleone, ispirato al film di cui è autore con Age e Monicelli. E da inizio ad un “romanzo disegnato”, tutto di suo pugno, intitolato Passioni, e poi Tormenti - Romanzo disegnato, da cui il film Tormenti - Film disegnato. Una tragicomica vicenda ambientata negli anni trenta, che appare postuma nel 2011 e da cui viene tratto l'omonimo film. Nel 2012 il film Tormenti - Film disegnato ha ottenuto un "premio speciale" assegnato dalla giuria dei Nastri d'argento. E nello stesso periodo ha vinto anche un Ciak d'oro nella categoria Belli & Invisibili. La graphic novel viene ripubblicata nel 2018 dal fedele editore Carlo Gallucci Editore, riportandola al suo titolo originale, Passioni, stampata in un grande formato che valorizza i disegni originali di Scarpelli.
È scomparso nel 2010 all'età di 90 anni. Il funerale è stato celebrato nella basilica di Santa Maria in Montesanto, nota anche come la Chiesa degli artisti, in piazza del Popolo a Roma, dove fu celebrato anche quello del suo amico e collega Age, il 30 aprile.
Nell'ottobre del 2019 a Roma, nei pressi di Monte Sacro, gli è stato dedicato il "Parco Age & Scarpelli: Sceneggiatori".
Durante l'estate 2012 è stato ripubblicato il romanzo di Brancaleone ad opera della Carlo Gallucci Editore con il titolo Brancaleone. Il Romanzo.
Nello stesso periodo, la Carlo Gallucci Editore ha inoltre pubblicato un suo romanzo per ragazzi postumo, scritto con il figlio Giacomo Scarpelli, e illustrato interamente dallo stesso Furio. Il titolo è Estella e Jim nella meravigliosa Isola del Tesoro e nel 2013 ha vinto il primo premio (sezione Scuole Elementari) durante la trentaquattresima edizione del premio Cento. La giuria tecnica ha voluto premiare «Il sapore di un grande classico rivisitato con ironia da un genio della sceneggiatura cinematografica del Novecento, che conferisce all'Isola del Tesoro di Stevenson "pennellate" linguistiche e artistiche capaci di trasportare, tra parole e immagini, i lettori in un mondo di avventure di altri tempi con un uso creativo, sorvegliato e alto del linguaggio e del registro stilistico, anche attraverso l'invenzione di nuovi, convincenti personaggi: dalla bambina Estella, capricciosa monella che ammicca a tante "bambine terribili" della migliore letteratura per ragazzi, fino al marinaio campano Zito. Un libro avvincente anche nel contrappunto delle splendide illustrazioni dello stesso Furio Scarpelli padre, "figlio d'arte" del grande Filiberto e capostipite di un'eccentrica genealogia di artisti».
Nel novembre del 2012 è stato pubblicato il libro Furio Scarpelli. Il cinema viene dopo, scritto da Alessio Accardo, con Chiara Giacobelli e Federico Govoni.
A dicembre 2012 al Torino Film Festival è stato presentato il documentario Furio Scarpelli. Il Racconto prima di tutto, a cura di Francesco Ranieri Martinotti che lo ha scritto insieme a Giacomo Scarpelli. Il racconto di uno dei maestri della commedia all'italiana che in maniera intensa ed emozionante attraversa diverse epoche della storia dello sceneggiatore e del nostro cinema. Il filmato è arricchito dalle interviste e testimonianze di amici e colleghi, come: Ettore Scola, Francesca Archibugi, Stefania Sandrelli e Paolo Virzì. Lo stesso documentario ha ricevuto una nomination al Nastro d'argento 2013 per il migliore documentario sul cinema.
A dicembre 2012 è stato omaggiato con un premio alla sua memoria durante il festival "La Primavera del Cinema" che si tiene ogni anno nella città di Cosenza. L'onorificenza "Omaggio a Furio Scarpelli" è stata consegnata dal regista Mimmo Calopresti al figlio Giacomo Scarpelli e al nipote Filiberto Scarpelli, rispettivamente sceneggiatore e regista del film Tormenti - Film disegnato.
Nella primavera del 2014 l'editore Bao ha pubblicato Un Drago a forma di Nuvola, graphic novel disegnata da Ivo Milazzo e tratto da una sceneggiatura di Furio Scarpelli ed Ettore Scola.
Nell'aprile 2016 è stato pubblicato Storia meravigliosa di Niccolò Paganini. Un progetto per un film non fatto, il trattamento-novella scritto nel 1986 con Giacomo Scarpelli e Mario Monicelli per la regia di quest'ultimo e mai realizzato.
Nell'ottobre 2018 è stato pubblicato Passioni. Romanzo disegnato di tormenti d'amore (Roma, Gallucci), edizione riveduta e in grande formato, del precedente Tormenti. Passioni ha ottenuto una menzione speciale alla XXV edizione del Romics, il festival del fumetto romano. Nel corso della XXVI edizione di Romics (3-6 ottobre 2019) è stata allestita, per celebrare il centenario della nascita, una mostra antologica di disegni, schizzi, vignette, illustrazioni, intitolata Furio Scarpelli - Pennello, china e macchina da scrivere e curata da Giacomo Scarpelli, Sabrina Perucca e Alberto Sarasso. Il catalogo dell'opera grafica di Scarpelli è stata pubblicata dagli stessi curatori della mostra due anni dopo. Ancora nel 2019 Sellerio ha pubblicato Amori nel fragore della metropoli, volume che raccoglie tre racconti inediti risalenti all'inizio degli anni Ottanta. L'anno seguente è apparso L'Arco di Apollo (Einaudi Ragazzi), un'avventura filosofica nell'antica Grecia, concepita quasi vent'anni prima col figlio Giacomo Scarpelli: quest'ultimo è autore del testo, Furio Scarpelli lo è delle illustrazioni. Ancora per Sellerio e a cura del figlio escono altri due romanzi postumi, Si ricorda di me, signor tenente? (settembre 2023) e Cuore di mafioso (luglio 2025).
Dal 2022 il Bif&st di Bari assegna un premio intitolato a Furio Scarpelli per la migliore sceneggiatura tra i film del festival.

## Vita privata
È stato sposato dal 1947 sino alla morte con Cora Conti, dalla quale ebbe i figli Giacomo e Matteo. Era il fratello del direttore della fotografia Marco Scarpelli e dello sceneggiatore Manlio Scarpelli.

## Citazioni
- È stato interpretato dal giovane attore Giulio Forges Davanzati nel film Che strano chiamarsi Federico, presentato alla 70ª Mostra internazionale d'arte cinematografica di Venezia. Una storia basata sui ricordi personali del regista Ettore Scola che si concentra in particolare sui primi anni della carriera di Fellini: il suo arrivo a Roma e gli inizi come vignettista nella redazione del Marc'Aurelio dove conobbe tra gli altri proprio Furio Scarpelli
- La strana coppia. Incontro con Age & Scarpelli, regia di Paolo Virzì, una produzione Scuola Nazionale di Cinema, durata 53' – documentario (2001)
- Furio Scarpelli. Il racconto prima di tutto, di Francesco Ranieri Martinotti e Giacomo Scarpelli,  durata: 60' – documentario (2012)
- La bottega dell'Autore - Il Cinema di Furio Scarpelli, regia di Vito Zagarrio, durata 64' – documentario (2013)

## Filmografia
- Vivere a sbafo, regia di Giorgio Ferroni (1949)
- Totò le Mokò, regia di Carlo Ludovico Bragaglia (1949)
- Totò cerca casa, regia di Steno, Mario Monicelli (1949)
- Totò cerca moglie, regia di Carlo Ludovico Bragaglia (1950)
- 47 morto che parla, regia di Carlo Ludovico Bragaglia (1950)
- Il vedovo allegro, regia di Mario Mattoli (1950)
- I cadetti di Guascogna, regia di Mario Mattoli (1950)
- Figaro qua, Figaro là, regia di Carlo Ludovico Bragaglia (1950)
- Tototarzan, regia di Mario Mattoli (1950)
- Totò sceicco, regia di Mario Mattoli (1950)
- Signori, in carrozza!, regia di Luigi Zampa (1951)
- Sette ore di guai, regia di Vittorio Metz, Marcello Marchesi (1951)
- Auguri e figli maschi!, regia di Giorgio Simonelli (1951)
- Arrivano i nostri, regia di Mario Mattoli (1951)
- L'eroe sono io (1951) regia di Carlo Ludovico Bragaglia
- Milano miliardaria, regia di Marino Girolami, Marcello Marchesi, Vittorio Metz (1951)
- Totò terzo uomo, regia di Mario Mattoli (1951)
- Cameriera bella presenza offresi..., regia di Giorgio Pàstina (1951)
- O.K. Nerone, regia di Mario Soldati (1951)
- Una bruna indiavolata!, regia di Carlo Ludovico Bragaglia (1951)
- Totò e le donne, regia di Steno, Mario Monicelli (1952)
- Totò a colori, regia di Steno (1952)
- Ragazze da marito, regia di Eduardo De Filippo (1952)
- Il segreto delle tre punte, regia di Carlo Ludovico Bragaglia (1952)
- Don Lorenzo, regia di Carlo Ludovico Bragaglia (1952)
- A fil di spada, regia di Carlo Ludovico Bragaglia (1952)
- I tre corsari, regia di Mario Soldati (1952)
- Gli uomini, che mascalzoni!, regia di Glauco Pellegrini (1953)
- L'incantevole nemica, regia di Claudio Gora (1953)
- Saluti e baci, regia di Maurice Labro, Giorgio Simonelli (1953)
- Napoletani a Milano, regia di Eduardo De Filippo (1953)
- Cinema d'altri tempi, regia di Steno (1953)
- Ivan, il figlio del diavolo bianco, regia di Guido Brignone (1953)
- Villa Borghese, regia di Gianni Franciolini (1953)
- Una pelliccia di visone, regia di Glauco Pellegrini (1954)
- Sinfonia d'amore, regia di Glauco Pellegrini (1954)
- Ridere! Ridere! Ridere!, regia di Edoardo Anton (1954)
- Tempi nostri - Zibaldone n. 2, regia di Alessandro Blasetti (1954)
- Casa Ricordi, regia di Carmine Gallone (1954)
- Totò e Carolina, regia di Mario Monicelli (1955)
- Le signorine dello 04, regia di Gianni Franciolini (1955)
- Don Camillo e l'onorevole Peppone, regia di Carmine Gallone (1955) (non accreditato)
- Bravissimo, regia di Luigi Filippo D'Amico (1955)
- Racconti romani, regia di Gianni Franciolini (1955)
- Tempo di villeggiatura, regia di Antonio Racioppi (1956)
- Peccato di castità, regia di Gianni Franciolini (1956)
- La banda degli onesti, regia di Camillo Mastrocinque (1956)
- Il bigamo, regia di Luciano Emmer (1956)
- Casta Diva, regia di Carmine Gallone (1956)
- Il medico e lo stregone, regia di Mario Monicelli (1957)
- Padri e figli, regia di Mario Monicelli (1957)
- Souvenir d'Italie, regia di Antonio Pietrangeli (1957)
- Totò, Peppino e le fanatiche, regia di Mario Mattoli (1958)
- Nata di marzo, regia di Antonio Pietrangeli (1958)
- I soliti ignoti, regia di Mario Monicelli (1958)
- La legge è legge, regia di Christian-Jaque (1958)
- Policarpo, ufficiale di scrittura, regia di Mario Soldati (1959)
- La grande guerra, regia di Mario Monicelli (1959)
- Risate di gioia, regia di Mario Monicelli (1960)
- Il mattatore, regia di Dino Risi (1960)
- Il principe fusto, regia di Maurizio Arena (1960)
- Audace colpo dei soliti ignoti, regia di Nanni Loy (1960)
- Tutti a casa, regia di Luigi Comencini (1960)
- I due nemici, regia di Guy Hamilton (1961)
- A cavallo della tigre, regia di Luigi Comencini (1961)
- Totò e Peppino divisi a Berlino, regia di Giorgio Bianchi (1962)
- Il commissario, regia di Luigi Comencini (1962)
- Mafioso, regia di Alberto Lattuada (1962)
- La marcia su Roma, regia di Dino Risi (1962)
- Il maestro di Vigevano, regia di Elio Petri (1963)
- I compagni, regia di Mario Monicelli (1963)
- I mostri, regia di Dino Risi (1963)
- Sedotta e abbandonata, regia di Pietro Germi (1964)
- Alta infedeltà, regia di Luciano Salce, Franco Rossi, Mario Monicelli, Elio Petri (1964)
- I complessi, regia di Dino Risi, Franco Rossi, Luigi Filippo D'Amico (1964)
- Frenesia dell'estate, regia di Luigi Zampa (1964)
- Casanova '70, regia di Mario Monicelli (1965)
- Signore & signori, regia di Pietro Germi (1966)
- Io, io, io... e gli altri, regia di Alessandro Blasetti (1966)
- L'armata Brancaleone, regia di Mario Monicelli (1966)
- I nostri mariti, regia di Luigi Filippo D'Amico, Luigi Zampa, Dino Risi (1966)
- Il buono, il brutto, il cattivo, regia di Sergio Leone (1966)
- Le streghe, regia di Mauro Bolognini, Vittorio De Sica, Pier Paolo Pasolini, Franco Rossi, Luchino Visconti (1967)
- Il tigre, regia di Dino Risi (1967)
- Capriccio all'italiana, regia di Mauro Bolognini, Mario Monicelli, Pier Paolo Pasolini, Steno, Pino Zac, Franco Rossi (1968)
- Straziami ma di baci saziami, regia di Dino Risi (1968)
- Riusciranno i nostri eroi a ritrovare l'amico misteriosamente scomparso in Africa?, regia di Ettore Scola (1968)
- Quel negozio di Piazza Navona – sceneggiato televisivo (1969)
- Dramma della gelosia - Tutti i particolari in cronaca, regia di Ettore Scola (1970)
- Rosolino Paternò, soldato..., regia di Nanni Loy (1970)
- FBI - Francesco Bertolazzi investigatore, regia di Ugo Tognazzi (e Francesco Massaro) – miniserie TV (1970)
- Brancaleone alle crociate, regia di Mario Monicelli (1970)
- Noi donne siamo fatte così, regia di Dino Risi (1971)
- In nome del popolo italiano, regia di Dino Risi (1971)
- Senza famiglia, nullatenenti cercano affetto, regia di Vittorio Gassman (1972)
- Vogliamo i colonnelli, regia di Mario Monicelli (1973)
- Teresa la ladra, regia di Carlo Di Palma (1973)
- Romanzo popolare, regia di Mario Monicelli (1974)
- C'eravamo tanto amati, regia di Ettore Scola (1974)
- La donna della domenica, regia di Luigi Comencini (1975)
- Signore e signori, buonanotte, regia di Luigi Comencini, Nanni Loy, Luigi Magni, Mario Monicelli, Ettore Scola (1976)
- Basta che non si sappia in giro, regia di Nanni Loy, Luigi Magni, Luigi Comencini (1976)
- Doppio delitto, regia di Steno (1977)
- Dove vai in vacanza?, regia di Mauro Bolognini, Luciano Salce, Alberto Sordi (1978)
- Cocco mio, regia di Jean-Pierre Rawson (1979)
- Temporale Rosy, regia di Mario Monicelli (1980)
- La terrazza, regia di Ettore Scola (1980)
- I seduttori della domenica, regia di Bryan Forbes, Édouard Molinaro, Dino Risi, Gene Wilder (1980)
- Camera d'albergo, regia di Mario Monicelli (1981)
- Nudo di donna, regia di Nino Manfredi (1981)
- Spaghetti House, regia di Giulio Paradisi (1982)
- Ballando ballando, regia di Ettore Scola (1983)
- Il tassinaro, regia di Alberto Sordi (1983)
- Cuori nella tormenta, regia di Enrico Oldoini (1984)
- Un ragazzo e una ragazza, regia di Marco Risi (1984)
- Scemo di guerra, regia di Dino Risi (1985)
- Figlio mio infinitamente caro, regia di Valentino Orsini (1985)
- Maccheroni, regia di Ettore Scola (1985)
- Soldati - 365 all'alba, regia di Marco Risi (1987)
- La famiglia, regia di Ettore Scola (1987)
- Tempo di uccidere, regia di Giuliano Montaldo (1989)
- Il viaggio di Capitan Fracassa, regia di Ettore Scola (1990)
- Cattiva, regia di Carlo Lizzani (1991)
- Briganti - Amore e libertà, regia di Marco Modugno (1993)
- Per amore o per amicizia, regia di Paolo Poeti (1993) (TV)
- Il postino, regia di Michael Radford (1994)
- Celluloide, regia di Carlo Lizzani (1995)
- Un inverno freddo freddo, regia di Roberto Cimpanelli (1996)
- Testimone a rischio, regia di Pasquale Pozzessere (1996)
- Porzûs, regia di Renzo Martinelli (1997)
- Altri uomini, regia di Claudio Bonivento (1997)
- Ovosodo, regia di Paolo Virzì (1997)
- La missione, regia di Maurizio Zaccaro (1998) (TV)
- La cena, regia di Ettore Scola (1998)
- Concorrenza sleale, regia di Ettore Scola (2001)
- Opopomoz, regia di Enzo D'Alò (2003)
- La buona battaglia - Don Pietro Pappagallo, regia di Gianfranco Albano (2006) (TV)
- Baciami piccina, regia di Roberto Cimpanelli (2006)
- N (Io e Napoleone), regia di Paolo Virzì (2006)
- Christine Cristina, regia di Stefania Sandrelli (2010)
- Tormenti - Film disegnato, regia di Filiberto Scarpelli (2011)

## Opere pubblicate

### Narrativa, graphic novel e opera grafica
- Age, Scarpelli e Monicelli, Romanzo Popolare, Milano, Bompiani (1974)
- Age, Scarpelli e Monicelli, Il romanzo di Brancaleone, Milano, Longanesi (1984)
- Furio Scarpelli Tormenti - Romanzo disegnato, Milano, Rizzoli Lizard (2011)
- Age, Scarpelli e Monicelli, Brancaleone. Il Romanzo, Roma, Gallucci (2012)
- Furio Scarpelli, Ettore Scola, Silvia Scola (testi di) e Ivo Milazzo (disegni di), Un drago a forma di nuvola, Milano, Bao Publishing (2014) (Nuova edizione Battipaglia, NPE, 2019).
- Furio Scarpelli, Mario Monicelli, Giacomo Scarpelli,  Storia meravigliosa di Niccolò Paganini. Un progetto per un film non fatto, illustrazioni di Furio Scarpelli,  Pisa, ETS (2016) ISBN 9788898598458
- Furio Scarpelli Passioni. Romanzo disegnato di tormenti d'amore, Roma, Gallucci (2018) ISBN 9788893481328
- Furio Scarpelli Amori nel fragore della metropoli, a cura di Giacomo Scarpelli, Palermo, Sellerio (2019)
- Furio Scarpelli - Pennello, china e macchina da scrivere, a cura di Sabina Perucca, Alberto Sarasso, Giacomo Scarpelli, Livorno, Erasmo (2021)
- Furio Scarpelli Si ricorda di me, signor tenente?, Palermo, Sellerio (2023)
- Furio Scarpelli Cuore di mafioso, Palermo, Sellerio (2025)

### Narrativa per ragazzi
- Furio Scarpelli, Opopomoz. Una storia magica. Torino, Einaudi Ragazzi (2003)
- Furio Scarpelli, L'armata Brancaleone, illustrazioni di Emanuele Luzzati, Roma, Gallucci (2005)
- Furio Scarpelli, Giacomo Scarpelli, Estella e Jim nella meravigliosa Isola del Tesoro, illustrazioni di Furio Scarpelli, Roma, Gallucci, (2012)
- Furio Scarpelli, Giacomo Scarpelli, Opopomoz. Una storia magica. Gallucci editore (2013) – testo e illustrazioni di Furio e Giacomo Scarpelli.
- Furio Scarpelli, Giacomo Scarpelli (disegni), Il gatto Felics e le sue sette vite, testo di Filiberto Scarpelli. Gallucci editore (2016)
- Furio Scarpelli (disegni), Giacomo Scarpelli, L'arco di Apollo. Un'avventura filosofica nell'antica Grecia, Torino-Trieste, Einaudi Ragazzi (2020)

### Sceneggiature
- Age, Scarpelli e Monicelli,  I soliti ignoti , a cura di A. Pallotta, Roma, Un mondo a parte (2002)
- Age, Scarpelli e Comencini, Tutti a casa, Caltanissetta, Sciascia Editore (1960)
- Age, Scarpelli e Monicelli, La grande guerra, Bologna, Cappelli (1959)
- Age, Scarpelli e Monicelli, I Compagni, Bologna, Cappelli (1963)
- Age e Scarpelli, Sedotta e abbandonata, Bologna, Cappelli (1964)
- Furio e Giacomo Scarpelli, Ettore e Silvia Scola, La Cena, Roma, Gremese (1999)
- Furio e Giacomo Scarpelli, Ettore e Silvia Scola, Concorrenza sleale, Torino, Lindau (2001)
- Age, Scarpelli e Scola, C'eravamo tanto amati, a cura di Enzo Siciliano, Torino, Lindau (2001)
- Age, Scarpelli e Monicelli, L'armata Brancaleone, a cura di Stefano Della Casa, Torino, Lindau (2005)
- Age e Scarpelli, In nome del Popolo Italiano. La sceneggiatura, a cura di Massimo Ghirlanda, prefazione di Giacomo Scarpelli, Livorno, Erasmo (2014)
- Furio Scarpelli, Mario Monicelli e Giacomo Scarpelli, Storia meravigliosa di Niccolò Paganini. Un progetto per un film non fatto, Pisa, Edizioni ETS (2016)
- Age, Scarpelli e Monicelli, L'armata Brancaleone. La sceneggiatura, a cura di Fabrizio Franceschini, Livorno, Erasmo (2016) ISBN 9788846743855
- N.B.: Numerose altre sceneggiature di Furio Scarpelli, da La banda degli onesti a N. Io e Napoleone, sono state pubblicate dalla casa del Mantegna di Mantova a cura di Alberto Cattini

## Riconoscimenti
- Leone d'oro per il film La grande guerra (1959)
- Nastro d'argento per il film I soliti ignoti (1959)
- Oscar Nomination dell'Academy of Motion Picture Arts and Sciences per il film I Compagni (1965)
- Oscar Nomination dell'Academy of Motion Picture Arts and Sciences per il film Casanova '70 (1966)
- Nastro d'argento per il film Sedotta e abbandonata (1965)
- Nastro d'argento per il film Signore e signori (1967)
- Nastro d'argento per il film C'eravamo tanto amati (1975)
- David di Donatello per il film Romanzo popolare (1975)
- Premio Vittorio De Sica (1979)
- Nastro d'argento per il film La Terrazza (1980)
- Prix du scénario al Festival di Cannes per il film La Terrazza (1980)
- Premio Flaiano – Pegaso d'Oro alla carriera (1980)
- Ciak d'oro migliore sceneggiatura per il film La famiglia (1987)[22]
- Nastro d'argento per il film La famiglia (1987)
- David di Donatello per il film La famiglia (1987)
- Oscar Nomination dell'Academy of Motion Picture Arts and Sciences per il film Il Postino (1996)
- Nomination della British Academy of Film and Television Arts per il film Il Postino (1996)
- David di Donatello per il film Celluloide (1996)
- Globo d'oro per il film Celluloide (1996)
- Ciak d'oro migliore sceneggiatura per il film Testimone a rischio (1997)[23]
- Grolla d'oro per il film La Cena (1999)
- Nomination della European Film Academy per il film Concorrenza Sleale (2001)
- Premio Flaiano – Pegaso d'Oro per il film Concorrenza Sleale (2001)
- Premio Elsa Morante ragazzi per Opopomoz (2004)
- Grolla d'oro per il film La buona battaglia - Don Pietro Pappagallo (2006)
- Premio Flaiano – Pegaso d'Oro per il film La buona battaglia - Don Pietro Pappagallo (2006)
- Premio Cento Letteratura per ragazzi per il romanzo "Estella e Jim nella meravigliosa Isola del Tesoro" (2013)
- Romics, XXV edizione, Libri a fumetti, Menzione speciale per "Passioni" (2019)